# Frederic Forrest

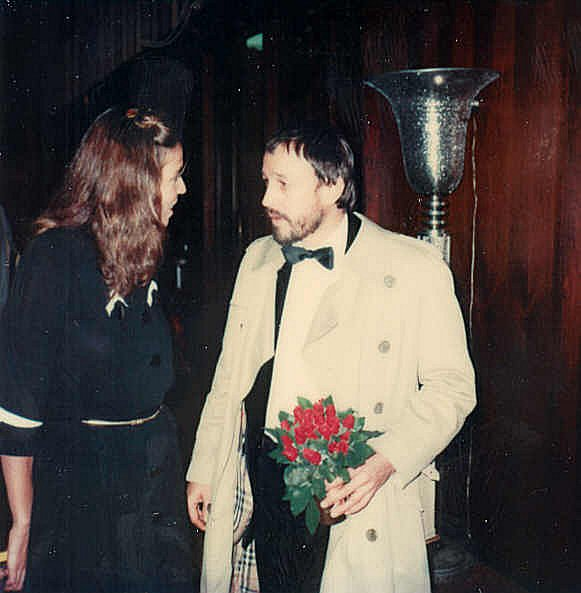
Frederic Forrest (1979)

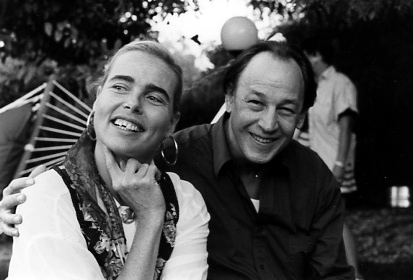
Margaux Hemingway und Frederic Forrest bei den Dreharbeiten von Double Obsession (1993)

Frederic Fennimore Forrest, Jr. (* 23. Dezember 1936 in Waxahachie, Texas; † 23. Juni 2023 in Santa Monica, Kalifornien) war ein US-amerikanischer Schauspieler, der zwischen 1968 und 2006 in über 80 Film- und Fernsehproduktionen auftrat.

## Leben und Karriere
Frederic Forrest begann seine Schauspiellaufbahn Mitte der 1960er Jahre am Theater in New York. Seine erste Rolle hatte er 1966 in der Off-Broadway-Produktion Viet Rock. Später wirkte er beim La MaMa Experimental Theatre Club unter Regisseur Tom O’Horgan in Stücken wie Futz und Tom Paine.
Seine erste Filmrolle spielte er in The Filthy Five, einer Low-Budget-Produktion. In der Folge wurde er ein vielbeschäftigter Schauspieler, meist in Nebenrollen. Wiederholt arbeitete er mit Regisseur Francis Ford Coppola zusammen, der ihn in Der Dialog (1974), Apocalypse Now (1979) und Einer mit Herz (1981) sowie dem von Coppola produzierten The Stone Boy (1984) besetzte.
Für seine Darstellung eines Chauffeurs, der eine Beziehung mit einem Rockstar eingeht, in dem Filmdrama The Rose (1979) wurde Forrest in der Kategorie Bester Nebendarsteller sowohl für den Oscar als auch für den Golden Globe nominiert. Unter der Regie von Wim Wenders spielte er in Hammett (1982) die Titelfigur des Dashiell Hammett.
Einem jüngeren Publikum wurde er 1987 durch die Rolle des Captain Richard Jenko in der ersten Staffel der Fernsehserie 21 Jump Street – Tatort Klassenzimmer an der Seite von Johnny Depp bekannt. 1993 war Forrest in Joel Schumachers Thriller Falling Down – Ein ganz normaler Tag als faschistoider Besitzer eines Militarialadens zu sehen. Johnny Depp besetzte ihn 1997 in seinem Regiedebüt The Brave in der Rolle des Lou senior. 2006 zog sich Forrest nach einer Nebenrolle in dem starbesetzten Hollywood-Film Das Spiel der Macht von der Schauspielerei zurück.
Forrest war von 1960 bis 1963 mit seiner Highschool-Liebe Nancy Ann Whittaker verheiratet. Seine zweite Ehefrau war von 1980 bis 1982 die Schauspielerin Marilu Henner. Beide Ehen endeten durch Scheidung. Er starb am 23. Juni 2023 im Alter von 86 Jahren nach langer Krankheit in seinem Zuhause im kalifornischen Santa Monica.

## Filmografie (Auswahl)
- 1968: Alles, was Erotik bieten kann (The Filthy Five)
- 1972: Wenn die Legenden sterben (When the Legends Die)
- 1973: Der Don ist tot (The Don Is Dead)
- 1974: Der Dialog (The Conversation)
- 1975: Vollmacht zum Mord (Permission to Kill)
- 1976: Duell am Missouri (The Missouri Breaks)
- 1978: Die Wiege des Satans (It Lives Again)
- 1979: Apocalypse Now
- 1979: The Rose
- 1981: Einer mit Herz (One from the Heart)
- 1982: Hammett
- 1983: Valley Girl
- 1985: Dianas Geheimnis – Von Geistern verfolgt (Return)
- 1985: Quo Vadis? (Fernsehminiserie)
- 1986: Grenzenloses Leid einer Mutter (Where Are the Children?)
- 1987: 21 Jump Street – Tatort Klassenzimmer (21 Jump Street, Fernsehserie, 5 Folgen)
- 1988: Tucker
- 1988: Der Weg in die Wildnis (Lonesome Dove)
- 1989: Hexenkessel Miami (Cat Chaser)
- 1989: Mein wunderbarer Cadillac (Valentino Returns)
- 1989: Music Box – Die ganze Wahrheit (Music Box)
- 1990: Die Spur führt zurück – The Two Jakes (The Two Jakes)
- 1992: Lautloser Regen (Rain Without Thunder)
- 1993: Das Grauen kennt keine Grenzen (Hidden Fears)
- 1993: Aura (Trauma)
- 1993: Falling Down – Ein ganz normaler Tag (Falling Down)
- 1993: Kaltblütig geopfert (Precious Victims)
- 1994: Mirror Image – Im Spiegel der Angst (Double Obsession)
- 1994: Against the Wall (Fernsehfilm)
- 1994: Chasers – Zu sexy für den Knast (Chasers)
- 1994: Lassie – Freunde fürs Leben (Lassie)
- 1995: Eine heiße Affäre (One Night Stand)
- 1997: The Brave
- 1997: Am Ende der Gewalt (The End of Violence)
- 1997: Crash Dive
- 1997: Denver P.D. – Die Kriegsteufel (One of Our Own)
- 1998: Point Blank – Over and Out (Point Blank)
- 1998: Hard Proof (Boogie Boy)
- 1998: Whatever – Was soll's (Whatever)
- 1998: Black Thunder – Die Welt am Abgrund (Black Thunder)
- 1998: Die ersten 9 1/2 Wochen (The First 9 1/2 Weeks)
- 1999: Ich küsse dich, ich töte dich (Implicated)
- 2000: Militia
- 2000: Shadow Hours
- 2002: Nebenan lauert der Tod (The House Next Door)
- 2006: Das Spiel der Macht (All the King's Men)

## Theater (Auswahl)
- 1966: Viet Rock (Martinique Theatre)
- 1968: Futz! (Lucille Lortel Theatre)
- 1968: Massachusetts Trust (La MaMa Experimental Theatre Club)
- 1968: Tom Paine (La MaMa Experimental Theatre Club)
- 1969: Silhouettes (Actors' Playhouse)